# Alberto Labarthe
Alberto Dionisio Labarthe Celery (* 31. März 1927 in Santiago de Chile; † 18. November 2021 in Algarrobo, Chile) war ein chilenischer Leichtathlet.

## Leben
Alberto Labarthe begann nach dem Zweiten Weltkrieg mit dem Sprinten. 1946 stellte er mit einer Zeit von 10,5 Sekunden über 100 Meter einen nationalen Rekord auf, der bis 1968 Bestand hatte. 1947 gewann Labarthe bei den Südamerikameisterschaften über 200 Meter die Bronzemedaille. Bei den Olympischen Spielen 1948 in London schied Labarthe im 100-Meter-Lauf in seinem Vorlauf aus. Ein Jahr später gewann er mit der 4-mal-100-Meter-Staffel bei seinen zweiten Südamerikameisterschaften in Lima erneut eine Bronzemedaille.
Labarthe war Jurastudent an der Universidad de Chile.